# Tassa sul macinato
(Il mulino del Po di Riccardo Bacchelli ed. Oscar Mondadori vol. 3 - pag. 85)
La tassa sul macinato fu, nel Regno d'Italia, un'imposta indiretta sulla macinazione del frumento e dei cereali in genere, introdotta durante il governo della destra storica ed ideata, tra gli altri, da Quintino Sella, al fine di contribuire al risanamento delle finanze pubbliche.

## Storia

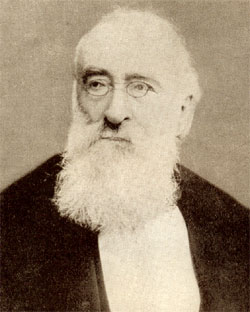
Agostino Depretis

Gli antecedenti della tassa sul macinato si ritrovano negli stati preunitari italiani. Nel Granducato di Toscana, poi regno di Etruria, l'imposizione avveniva sulla base delle bocche da sfamare.
Nel Regno d'Italia la tassa fu promulgata a partire dall'incentivo di Luigi Guglielmo Cambray-Digny e per iniziativa di Luigi Menabrea il 7 luglio 1868, entrò in vigore il 1º gennaio 1869. A seguito delle rivolte popolari scoppiate per le sue gravi conseguenze, la battaglia si trasferì in Parlamento, ma già il 26 gennaio 1869 il Senato la confermò e conferì al generale Raffaele Cadorna - poi protagonista nel 1870 della presa di Roma con la breccia di Porta Pia - pieni poteri per la repressione.
La tassa fu inasprita dal governo guidato da Giovanni Lanza per iniziativa di Quintino Sella nel 1870 e ancora sotto Marco Minghetti tra il 1873 e il 1876, contribuendo infine alla crisi del suo governo e alla caduta della Destra storica, benché l'evento determinante sia stato la bocciatura da parte dell'aula della proposta di nazionalizzazione delle ferrovie.
Giunta la Sinistra al potere, il governo presieduto da Agostino Depretis non abolì subito la tassa, adottando inizialmente una politica di moderata gradualità. Nel 1879 la tassa fu ridotta solo in parte a causa dell'opposizione della Destra in Senato, la quale ottenne che l'imposta fosse mantenuta per quasi tutti i cereali.
Dopo un'ulteriore riduzione nel 1880, da parte del secondo governo presieduto da Benedetto Cairoli e con Agostino Magliani come ministro delle Finanze, fu definitivamente abolita nel 1884 dal governo guidato nuovamente da Depretis. Al momento dell'abolizione il gettito dell'imposta era di 80 milioni di lire, importo assai rilevante tra le entrate tributarie.

## Metodologia di calcolo
All'interno di ogni mulino veniva applicato un contatore meccanico che conteggiava i giri effettuati dalla ruota macinatrice. La tassa era così dovuta in proporzione al numero di questi giri, che, secondo i legislatori, dovevano corrispondere alla quantità di cereale macinata.
Ogni mugnaio era quindi tenuto a versare la tassa all'erario, sia con riferimento alla lettura del contatore, sia, in mancanza di questo, sulla base della macinazione presunta. Per via di questo meccanismo fiscale il mugnaio stesso rivestiva, suo malgrado, il ruolo di esattore, essendo tenuto a richiedere a ogni avventore del mulino la corresponsione della tassa calcolata in proporzione al peso del cereale che veniva portato alla macinazione.
La misura della tassa variava a seconda del tipo di cereale, ed era commisurata a ogni quintale macinato:
- Castagne - Tassa di cinquanta centesimi per ogni quintale macinato
- Segale - Tassa di una lira per ogni quintale macinato
- Granoturco - Tassa di una lira per ogni quintale macinato
- Avena - Tassa di una lira e venti centesimi per ogni quintale macinato
- Grano - Tassa di due lire per ogni quintale macinato

La tassa sul macinato era dovuta anche sull'importazione di cereali dall'estero, nella forma di una sovrattassa del 20%, che si sovrapponeva ai dazi doganali già normalmente applicati

## Effetti
Come effetto più diretto, la tassa sul macinato causò un forte incremento del prezzo del pane e, in generale, dei derivati del grano e degli altri cereali, prezzo che non scese dopo l'abrogazione della tassa.
Se da un lato la nuova tassa contribuì, insieme con l'Imposta di ricchezza mobile, al raggiungimento del pareggio di bilancio nel 1876, dall'altro diffuse il malcontento nelle classi sociali più povere, per le quali i derivati del grano rappresentavano il principale, se non unico, alimento e andava contro la tradizionale politica annonaria di favorire prezzi contenuti per i cereali.
Un'altra importante conseguenza del provvedimento fu la progressiva chiusura di gran parte dei piccoli mulini non in grado di munirsi dei necessari meccanismi di misura, necessari per determinare l'ammontare dell'imposta da pagare, a vantaggio di quelli più importanti, i quali, riuscendo a dichiarare meno di quanto macinassero e grazie all'economia di scala, potevano vendere i propri prodotti a un prezzo inferiore.
A seguito dell'introduzione della tassa scoppiarono in tutta Italia violente rivolte, che furono represse duramente.

## Critiche
La tassa sul macinato fu criticata da Antonio Gramsci in una nota dei suoi Quaderni dal Carcere (vol. 1). Gramsci, sull'argomento scrisse:
Il macinato era insopportabile dai piccoli contadini che consumavano il poco grano prodotto da loro stessi; e la tassa sul macinato era causa di svendite per procurarsi il denaro e occasione di pratiche usuraie pesantissime; bisogna collocare la tassa nel suo tempo, con una economia famigliare molto più diffusa di ora: per il mercato producevano i grandi e medi proprietari; il piccolo contadino (piccolo proprietario o colono parziario) produceva per il proprio consumo e non aveva mai numerario; tutte le imposte erano per lui un dramma catastrofico; per il macinato si aggiungeva l'odiosità immediata. Le rivolte contro la tassa sul macinato, le uccisioni e le bastonature agli esattori non erano certo inspirate dalle agitazioni politiche: erano spontanee.

## La tassa sul macinato nella memoria collettiva
- Riccardo Bacchelli, Il mulino del Po, Introduzione di Marco Veglia, Collana Oscar Moderni Baobab, Milano, Mondadori, 2021, ISBN 978-88-047-4154-1.